# Old Packbridge
Die Old Packbridge ist eine ehemalige Straßenbrücke in der schottischen Ortschaft Alyth in der Council Area Perth and Kinross. 1971 wurde die Brücke in die schottischen Denkmallisten in der Denkmalkategorie B aufgenommen.

## Beschreibung
Die Old Packbridge befindet sich im historischen Zentrum Alyths. Das heutige Bauwerk stammt aus dem Jahre 1674. Es handelt sich um den Neubau einer älteren Brücke. Der Mauerwerksviadukt aus Feldstein überspannt den Alyth Burn mit zwei ausgemauerten Segmentbögen. Der Brückenpfeiler ist mit Eisbrecher ausgeführt. Die begrenzenden Brüstungen wurden im frühen 19. Jahrhundert ergänzt und um 1840 erhöht. Die Brückenbreite beträgt etwa 1,6 Meter, wobei nicht beschrieben ist, ob dies der Gesamtbreite oder der lichten Weite zwischen den Brüstungen entspricht. In das Mauerwerk ist eine heute verwaschene Wappenplatte eingesetzt.
Die Old Packbridge ist heute für den Autoverkehr gesperrt. An der Nordseite stehen mit dem aus den 1720er Jahren stammenden Bridge House und der Villa Eildon zwei weitere denkmalgeschützte Bauwerke. Etwa 110 Meter flussaufwärts führt die jüngere Bamff Road Bridge über den Fluss.